# 马瑟尔海姆
马瑟尔海姆是德国巴登-符腾堡州的一个市镇。总面积47.02平方公里，总人口4440人，其中男性2231人，女性2209人（2011年12月31日），人口密度94人/平方公里。